# ستيفن إس. غوس
ستيفن إس. غوس (بالإنجليزية: Stephen S. Goss)‏ هو محامي وقاضي أمريكي، ولد في 16 نوفمبر 1961، وتوفي في 23 أغسطس 2019 في ألباني في الولايات المتحدة.